# Sint-Martinuskerk (Lovendegem)

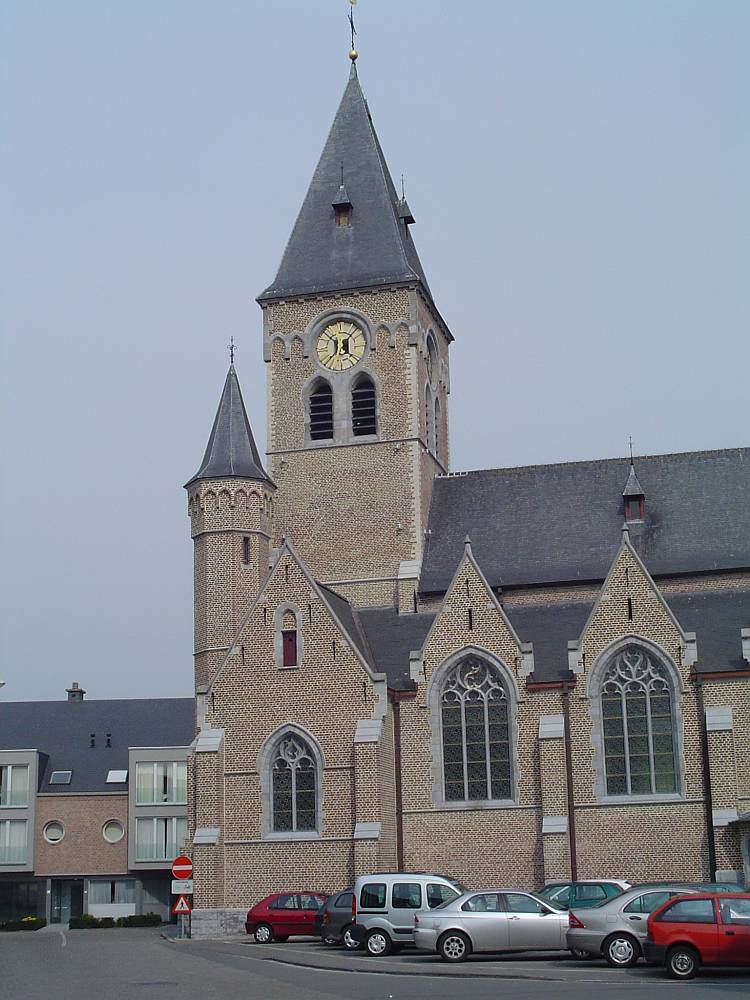
Sint-Martinuskerk

De Sint-Martinuskerk is de parochiekerk van de tot de Oost-Vlaamse gemeente Lievegem behorende plaats Lovendegem, gelegen aan Dorp.

## Geschiedenis
In 1140 werd voor het eerst melding gemaakt van een kerkgebouw in Lovendegem. Tijdens de Beeldenstorm werd de kerk grotendeels verwoest en in 1616 was de herbouw voltooid, uitgevoerd door Jan en Robrecht Persyns. De kerk was afhankelijk van de Gentse Sint-Pietersabdij. Midden 18e eeuw werd de toren gerestaureerd en in 1770 werd een sacristie aangebouwd. In 1788 werd de kerk in westelijke richting vergroot met drie traveeën. In 1822 werd het koor herbouwd naar ontwerp van J.B. Van de Cappelle. In 1896-1897 werd de kerk ingrijpend gerestaureerd in neogotische trant, waarbij een portaal, zijkapellen en een transept werden toegevoegd.

## Gebouw
Het betreft een driebeukige basilicale kruiskerk met ingebouwde toren en een dubbel transept. Het koor is vlak afgesloten. Er zijn twee zijkapellen en ten westen van het transept zijn er ook nog twee driezijdig afgesloten zijkapellen. De toren heeft een vierkante plattegrond en wordt gedekt door een tentdak.

## Interieur
Het kerkmeubilair is overwegend 19e-eeuws. Eén biechtstoel, van 1659, is in renaissancestijl. De preekstoel, van 1767, is in rococostijl en toont episoden uit het leven van Sint-Martinus. Het koorgestoelte, van begin 19e eeuw, is in empirestijl. Het orgel, van 1792, werd gebouwd door Van Peteghem, maar werd in 1870 ingrijpend vernieuwd. Het stenen doopvont is 18e-eeuws. De glas-in-loodramen zijn van 1899 en begin 20e eeuw.